# Frédéric Amorison
Frédéric Amorison (Belœil, 16 februari 1978) is een Belgisch voormalig wielrenner. Hij begon zijn profloopbaan als stagiair bij Lotto-Adecco in september 2001. Sinds 2006 kwam hij uit voor de kleinere Belgische formatie Landbouwkrediet, maar na 2013 stopte die ploeg en in 2014 werd Amorison wegkapitein bij Wallonie-Bruxelles.

## Overwinningen
2002
- 2e etappe Ronde van het Waalse Gewest (BEL)
- Sparkassen Giro Bochum (DUI)

2007
- GP Alphonse Schepers

2010
- Wanzele
- Textielprijs Vichte

2011
- Vlaamse Pijl

2012
- Vlaamse Pijl
- Roeselare

## Belangrijkste ereplaatsen
2002
- 9e in GP Fourmies
- 4e in GP Isbergues

2005
- 3e in Ronde van Midden-Zeeland
- 7e in Schaal Sels

2006
- 10e in Driedaagse van West-Vlaanderen
- 6e in GP Fayt-le-Franc
- 9e in Ronde van België

2013
- 2e in Ronde van Hainan

## Resultaten in voornaamste wedstrijden
| Jaar | Gent-Wevelgem | Ronde van Vlaanderen | Parijs-Roubaix | Luik-Bast.‑Luik | Parijs-Brussel | Parijs-Tours | Omloop Het Nieuwsblad |
| ---- | ------------- | -------------------- | -------------- | --------------- | -------------- | ------------ | --------------------- |
| 2005 |               |                      |                |                 | 66e            |              |                       |
| 2006 |               |                      | opgave         |                 | 7e             | 15e          |                       |
| 2007 |               | 26e                  | opgave         |                 | 11e            | 57e          |                       |
| 2008 |               |                      |                |                 | 80e            | 76e          |                       |
| 2009 |               |                      |                |                 | 6e             | 130e         | 6e                    |
| 2010 |               | 72e                  |                |                 | 55e            |              | 89e                   |
| 2011 | 65e           | 96e                  |                |                 |                |              | 11e                   |
| 2012 |               | opgave               |                | opgave          | 94e            | 63e          | 20e                   |
| 2013 |               |                      |                |                 | 106e           |              |                       |

## Ploegen
- 2001-Lotto-Adecco (stagiair)
- 2002-Lotto-Adecco
- 2003-Quick Step-Davitamon
- 2004-Quick Step-Davitamon
- 2005-Davitamon-Lotto
- 2006-Landbouwkrediet-Colnago
- 2007-Landbouwkrediet-Tönissteiner
- 2008-Landbouwkrediet-Tönissteiner
- 2009-Landbouwkrediet-Colnago
- 2010-Landbouwkrediet
- 2011-Landbouwkrediet
- 2012-Landbouwkrediet-Euphony
- 2013-Crelan-Euphony
- 2014-Wallonie-Bruxelles